# Craig Pond
Der Craig Pond ist ein zugefrorener Süßwassertümpel im ostantarktischen Viktorialand. Im Wright Valley liegt er 1,4 km östlich des Dauphin Pond in der Ebene Labyrinth.
Das Advisory Committee on Antarctic Names benannte den Tümpel 2004 nach Scott D. Craig vom United States Fish and Wildlife Service, Mitglied einer Mannschaft zur Sammlung von Proben aus den Tümpeln des Labyrinths im Rahmen des United States Antarctic Program zwischen 2003 und 2004.